# Pascual Cervera

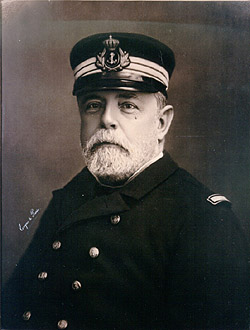
Amiral Pascual Cervera

Pascual Cervera, född 18 februari 1839, död 3 april 1909, var en spansk sjömilitär.
Cervera utmärkte sig som ung vid flera tillfällen i Afrika och under carlistkrigen. Vid utbrottet av kriget mot USA erhöll han 1898 som amiral befälet över den till Västindien avsedda spanska eskadern med blev innestängd i Santiago de Cuba. Då han 3 juli samma år försökte bryta sig ut, förstördes hans eskader fullständigt av amerikanerna och han själv blev fången. Efter fredsslutet ställdes Cervera inför krigsrätt, men frikändes.